# Haedo
Haedo è una città argentina situata nel partido di Morón in provincia di Buenos Aires. Il suo tessuto urbano è interamente integrato nell'area metropolitana bonaerense.

## Storia
Il 1º agosto 1886 fu aperta una stazione lungo la ferrovia dell'Ovest di Buenos Aires che fu intitolata a Mariano José Haedo, presidente della Commissione Direttiva dell'impresa ferroviaria.
La zona su quale era stata costruita la fermata rimase disabitata sino all'11 novembre 1889, quando fu tracciato il piano di sviluppo urbano della cittadina, dando così il via alla nascita di Haedo.

## Infrastrutture e trasporti
La città si sviluppa lungo l'avenida Rivadavia, importante arteria stradale che unisce il centro di Buenos Aires con l'ovest dell'area metropolitana. Parallelamente corre la ferrovia suburbana Sarmiento, lungo la quale sorge la stazione di Haedo.